# Buathra crassifemur
Buathra crassifemur är en stekelart som först beskrevs av H. Douglas Pratt 1945.  Buathra crassifemur ingår i släktet Buathra och familjen brokparasitsteklar. Inga underarter finns listade.